# دوربین مداربسته بی‌سیم

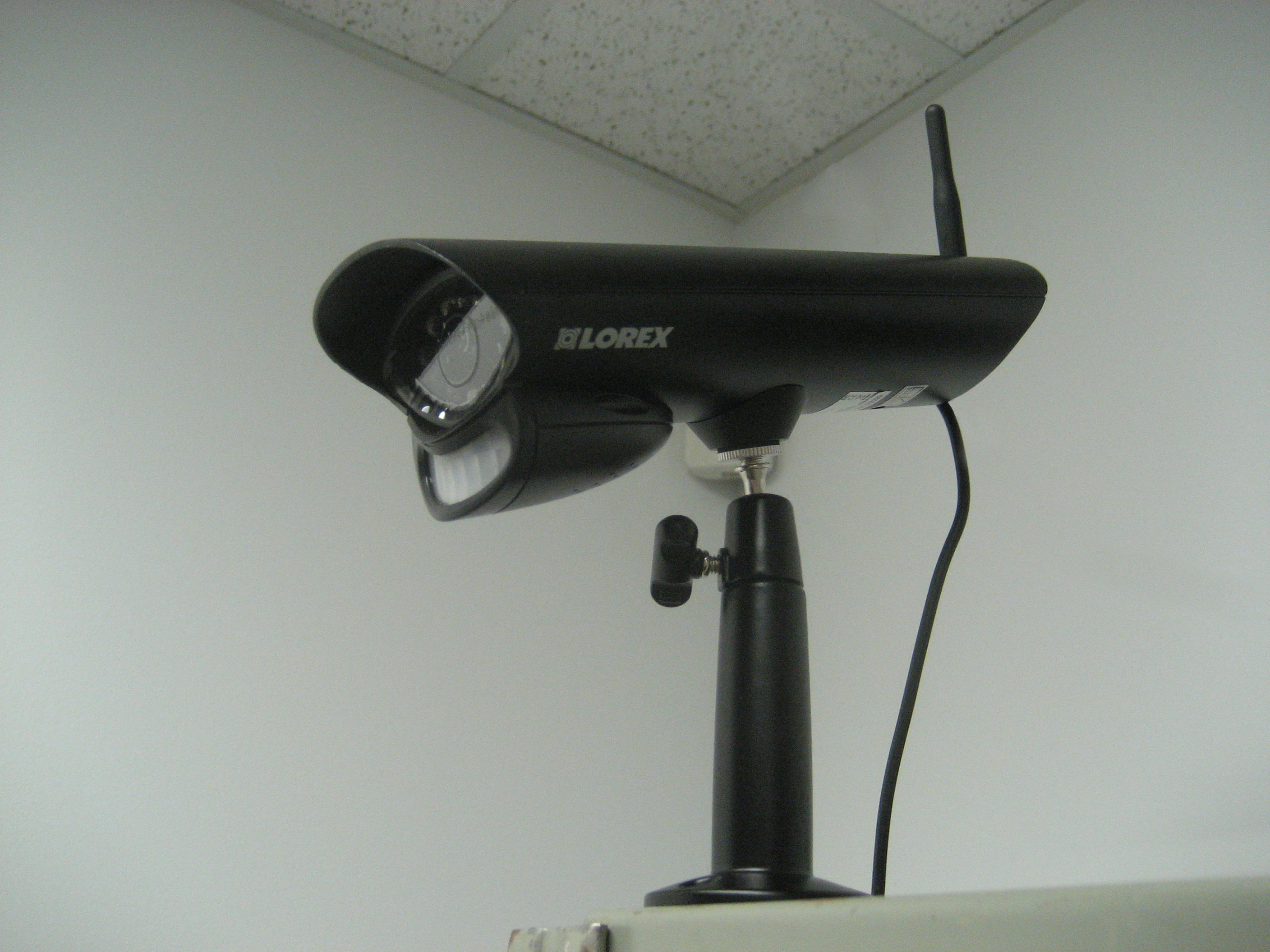
یک دوربین تحت شبکه بی سیم

دوربین‌های مداربسته بی سیم (Wireless security camera) نوعی از دوربین‌های مداربسته هستند که اطلاعات تصویر و صدا را از طریق یک ارسال‌کننده بی سیم برای نقطه‌ای دیگر ارسال می‌کنند. بسیاری از دوربین‌های بی سیم از یک یا دو کابل برای تأمین برق استفاده می‌کنند و اصطلاح بی سیم بیشتر به طریقه ارسال اطلاعات آن‌ها اشاره می‌کند.
دوربین‌های مداربسته بی سیم به واسطه هزینه‌ها و زمان نصب پایین‌تر، در بین کاربران امروزی بسیار محبوب هستند. استفاده از دوربین‌های بی سیم امکان نصب دوربین در مکان‌هایی که امکان سیم کشی ندارند را فراهم می‌کنند.

## انواع

### بی سیم آنالوگ
دوربین بی سیم آنالوگ از طریق تبدیل سیگنال‌های تصاویر به سیگنال‌های رادیویی امکان انتقال انها را فراهم می اورد. خروجی فرکانسی این دوربین‌ها با توجه به برد آن‌ها متفاوت است اما امروز استفاده از آن‌ها تا حد زیادی محدود شده‌است.
دوربین‌های بی سیم آنالوگ در کنار سادگی و ارزان قیمت بودن اشکالات زیادی دارند که کاربرد آن‌ها را محدود می‌کند. در مرحله اول سیگنال این دوربین‌ها به شدت به شرایط محیطی و نویزهای الکترومغناطیسی حساس است. در واقع در صورتی که موانع موجود در راه زیاد باشند یا شرایط جوی مرطوبی در محل وجود داشته باشد سیگنال دوربین به شدت افت خواهد کرد.
در مرحله دوم برندهای معتبر دوربین‌های مداربسته امروزه کمتر تمایلی برای تولید این دسته از دوربین‌های نشان می‌دهند و  تنها دوربین‌های بی سیم قابل دسترسی در بازار ایران دوربین‌های با برندهای ناشناخته است که معمولاً عمر مفید بالایی نیز ندارند.

### بی سیم دیجیتال
دوربین‌های بی سیم دیجیتال معمولاً از تکنولوژی Wifi برای ارسال اطلاعات استفاده می‌کنند. این دوربین‌ها دارای نقاط قوتی نسبت به نوع آنالوگ هستند که از جمله آن‌ها می‌توان به پهنای باند بیشتر برای انتقال اطلاعات، تأثیر پذیری کمتر از نویز الکترومغناطیسی و

## فرکانس کاری بیسیم
دوربین مداربسته بیسیم و دوربین WiFi نیز مانند مودم‌های بی‌سیم معمولا از 13 کانال برای شبکه وایرلس خود استفاده می‌کنند و بهترین کانال بین این کانال‌ها که به آنها کانال‌های تمیز گفته می‌شود، کانال 1.6و 11 است.
بجز مودم‌های وایرلس و دوربین مداربسته وایرلس,  دستگاه‌های دیگر مانند تلفن‌های بی‌سیم یا موس و کیبورد های وایرلس و … روی امواج 2.4 گیگاهرتز کار می‌کنند و معمولا فرکانس آنها روی کانال‌های 1.6و 11 نیست، به همین علت این کانال‌ها به کانال تمیز CLEAN CHANNEL معروفند .

### تفاوت باندهای فرکانسی ۲٫۴ و ۵ گیگاهرتز در ارتباط دوربین مداربسته بیسیم (۸۰۲٫۱۱N)
تفاوت های بسیاری در تکنولوژی ۸۰۲٫۱۱n بین باندهای فرکانسی ۲٫۴ گیگا هرتز و ۵ گیگاهرتز وجود دارد. ما امروز می خواهیم مهمترین آن ها را با هم بررسی کنیم و در پایان یک جمع بندی داشته باشیم که برای هریک از ما استفاده باندهای فرکانسی از ۲٫۴ گیگاهرتز بهتر است یا ۵٫ گیگاهرتز؟

#### رنج فرکانسی دوربین مداربسته بیسیم
معمولاً در ارتباط بیسیم ( WIFI ) هرچه فرکانس بیشتر شود، برد کمتر می شود و منطقه محدودتری را تحت پوشش قرار می دهد. مهمترین دلیل این موضوع این است که فرکانس های بالاتر نمی توانند به راحتی از اجسام جامد مانند دیوار عبور کنند. فرکانس های پایین تر این کار را بهتر انجام می دهند. در نتیجه شما در ۲٫۴ برد بیشتری نسبت به ۵ گیگاهرتز دارید. در واقع 2.4 گیگاهرتز ضریب نفوذ بالاتری را به اجسام سخت دارد. شما امواج دیتا و تصویر دوربین مداربسته بیسیم را در فاصله ی طولانی تری با فرکانس 2.4 گیگاهرتز دریافت خواهید کرد.

#### پهنای باند دوربین مداربسته بیسیم
فرکانس های بالاتر سرعت و پهنای باند بیشتری در انتقال اطلاعات دارند. یعنی شما در فرکانس های بالاتر فایل ها را سریع تر دانلود یا آپلود می کنید. پس برای استفاده از برنامه هایی که پهنای باند بالایی استفاده می کنند مانند Video Streaming باند فرکانسی ۵ بسیار بهتر از ۲٫۴ است و شما پهنای باند بیشتری را در ۵ گیگاهرتز دارید. برای دریافت تصاویر با کیفیت های بالاتر ( که دارای حجم دیتای بیشتری هستند و نیاز به پهنای باند بیشتر دارند ) فرکانس 5 گیگاهرتز مناسب تر است . به صورت بازاری می توان گفت در فرکانس 5 گیگاهرتز می توان کیفیت بالاتری را از دوربین مداربسته بیسیم انتظار داشت.

#### INTERFERENCE یا تداخل فرکانسی در دوربین مداربسته بیسیم

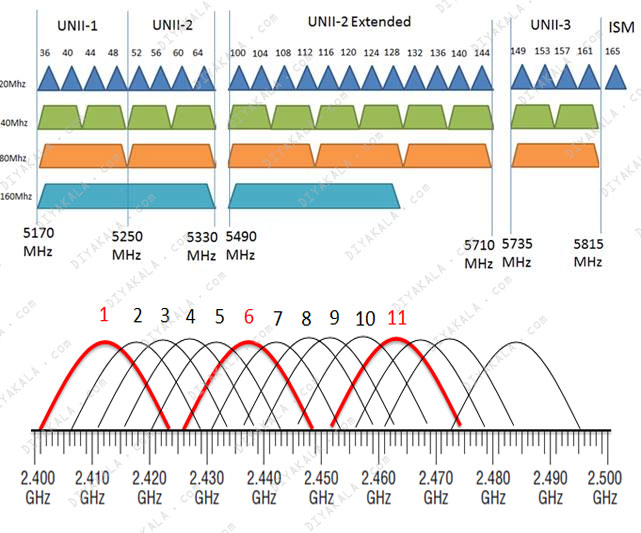

امروزه اکثر دستگاه ها و دوربین مداربسته بیسیم از باند فرکانسی ۲٫۴ برای ارتباط بی سیم خود استفاده می کنند در نتیجه شما در مناطق شلوغ مانند آپارتمان ها حتماً تداخل فرکانسی یا  Interference بسیار زیادی از دستگاه های دیگر دریافت می کنید. تداخل بیشتر یعنی اختلال در سرعت و حتی در بعضی موارد قطع شدن ارتباط دوربین مداربسته بیسیم. دقت کنید فقط Access Point های وایرلس همسایه ها این تداخل را ایجاد نمی کنند بلکه علاوه بر آن ها اکثر دستگاه های بیسیم بسیاری مثل تلفن های بی سیم، مایکرویو ها، مانیتور های کنترل کودک، باز کننده ی درب های پارکینگ ها و … نیز در باند ۲٫۴ کار می کنند! تقریبا همه روی این فرکانس هستند .
در باند فرکانسی ۲٫۴ حتی اکثر کانال ها همپوشانی دارند و همانطور که در شکل زیر میبینید تنها سه کانال ۱،۶،۱۱ با هم هیچ تداخلی ندارند.اما در باند فرکانسی ۵ گیگاهرتز علاوه بر اینکه تعدّد دستگاه های استفاده کننده بسیار کمتر از ۲٫۴ می باشد، هیچ تداخلی هم بین کانال های آن وجود ندارد.

## برد ارسال اطلاعات
دوربین‌های مداربسته بی سیم زمانی بهترین عملکرد را خواهند داشت که مانعی در مسیر ارسال اطلاعات آن‌ها وجود نداشته باشد. در محیط بیرونی و بدون وجود موانع دوربین‌های بیسیم معمولاً بردی بین ۷۰ تا ۱۴۰ متر خواهند داشت. وجود هر گونه مانع مانند دیوار، شیشه درخت و ... بر روی این برد تأثیر خواهند گذاشت.

### دوربین مداربسته 360 درجه وایرلس
دوربین های مداربسته ای که زوایای دید وسیعی دارند ( بالاتر از 100 درجه ) اصطلاحا پاناروما (Panoramic) می نامند. دوربین های مداربسته بیسیم دارای زوایای دید 180 درجه و در بهترین حالت 360 درجه است. دوربین مدار بسته بیسیم 360 درجه در دو نوع دید از بالا ( سقفی ) یا دید بصورت عمودی ( دیواری ) ساخته شده است .
نام دیگر دوربین های بیسیم 360 درجه در صنعت دوربین مداربسته, دوربین مداربسته بیسیم فیشای (WiFi Camera fisheye) است. این نوع دوربین را دوربین مداربسته بیسیم فیشای نام گذاری کرده اند چون لنز آن شبیه به چشم ماهی است.
دوربین مداربسته بیسیم 360 درجه برای اتاق ها , سالن ها , شرکت ها , ادارات و منازل بسیار مناسب است و از لحاظ وسعت دید می تواند کار 4 دوربین مداربسته را همزمان انجام دهد. دوربین های مداربسته بی سیم 360 درجه در شکل های مختلف و انواع دوربین لامپی , دوربین تخت 360 درجه دیواری و دوربین 360 درجه سقفی در بازار ایران موجود است.
این دوربین بیسیم برای مشتریانی که قصد نصب دوربین مداربسته برای منزل خود دارند از نظر قیمت و کیفیت بسیار مقرون به صرفه است.
تصاویر دوربین مداربسته بیسیم 360 درجه دفرمه است که نرم افزار یا اپلیکیشن مربوط به خوبی می تواند این تصاویر را آنالیز کرده و از حالت دفرمه خارج کند و به صورت طبیعی نمایش دهد.

## منبع
- مشارکت‌کنندگان ویکی‌پدیا. «Wireless security camera». در دانشنامهٔ ویکی‌پدیای انگلیسی، بازبینی‌شده در ۱۶ بهمن ۱۳۹۳.

1. ↑   Wireless security camera